# Buto (stad)

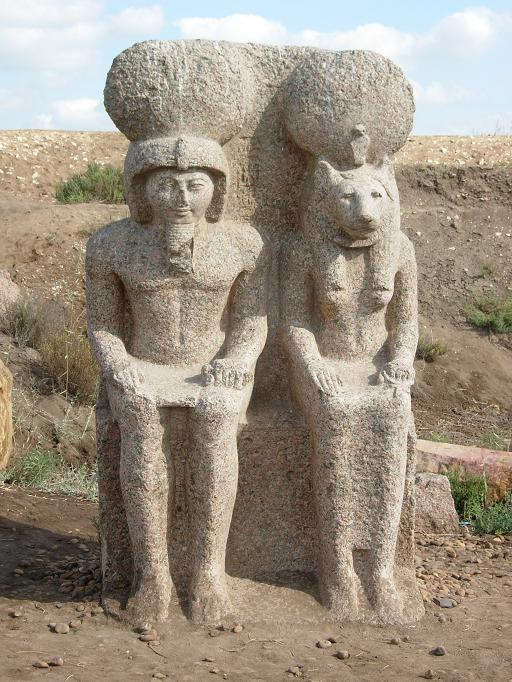
Staty som föreställer Ramses II och guden Wadjet

Buto är en fornegyptisk stad nordost om Sais, säte för dyrkan av ormgudinnan Uazit eller Buto med en angränsande sjö dit Isis enligt Osirismyten skall ha räddat sin son Horus undan hans farbrors förföljelser.
Vid utgrävningsplatsen upptäcktes året 2024 ett astronomiskt observatorium. Enligt uppskattningar är anläggningen 2500 år gammal. Den består bland annat av en stor solur som skapades med stenblock, ev ett instrument för att mäta solhöjden och av ett torn. Samtidig upptäcktes astronomiska väggmålningar och små instrument.